# Ali Alian
Ali Jawad Alian, född 14 oktober 1999, är en svensk taekwondoutövare.

## Karriär
I juni 2022 tog Alian silver i 68 kg-klassen vid Grand Prix i Rom efter en finalförlust mot turkiska Hakan Reçber. I november 2022 tävlade han i 68 kg-klassen vid VM i Guadalajara. Alian besegrade först filippinska Alfritz Arevalo och sedan bulgariska Mitko Dzhordzhev innan han blev utslagen i åttondelsfinalen av turkiska Ferhat Can Kavurat.